# Cryphia fulvifusa
Cryphia fulvifusa là một loài bướm đêm trong họ Noctuidae.